# Henrik Edelstam
Henrik Edelstam, född den 18 november 1957, är en svensk professor i processrätt. 

## Biografi
Efter juris kandidatexamen vid Stockholms universitet 1983 arbetade Edelstam som tingsnotarie vid Handens tingsrätt och vid polismyndigheten i Handen. Edelstam genomgick forskarstudier vid Juridiska fakulteten i Uppsala och disputerade där 1991 på sin avhandling Sakkunnigbeviset. Samma år fick han anställning vid Stockholms universitet som universitetslektor i processrätt. 1993 utnämndes Edelstam till docent i processrätt. Efter att bl.a. ha författat en monografin Offentlighet och sekretess i rättegång anställdes Edelstam som professor i processrätt vid Stockholms universitet. Under sin tid som professor var Edelstam både kursföreståndare och ämnesföreståndare i processrätt. han är mottagare av priset årets lärare vid Stockholms universitet.
Under åren 1999–2004 var han föreståndare för Vetenskapliga institutet för skiljedomsrätt vid Stockholms universitet samt ledamot i institutets styrelse. Periodvis har Edelstam varit adjungerad som domare i Svea hovrätt. Edelstam gick i pension 2019.
Under två decennier arbetade Edelstam med att revidera Per Olof Ekelöfs läroboksserie Rättegång I–V, ett verk som under lång tid har använts som lärobok i juristutbildningen vid flertalet juridiska fakulteter i Sverige. Vidare har Edelstam reviderat Per Olof Ekelöfs lärobok Rättsmedlen.